# Texas Stadium
 (avril 2025).
Le Texas Stadium (inauguré en 1971 et détruit en 2010) était un stade de football américain situé à Irving, dans la banlieue ouest de Dallas, au Texas.
De 1971 à 2008, ce fut le domicile des Cowboys de Dallas de la National Football League. Le Dallas Tornado de la North American Soccer League a également évolué dans le stade entre 1972 et 1975 puis de 1980 à 1981, ainsi que l'équipe de football américain des SMU Mustangs de 1979 à 1986. Le Texas Stadium avait une capacité de 65 595 places et disposait de 381 suites de luxe pour les plus fortunés. Il était entouré de parkings pouvant contenir environ 15 500 véhicules.

## Histoire
Le Texas Stadium fut inauguré le 24 octobre 1971 avec une victoire des Cowboys de Dallas sur les Patriots de la Nouvelle-Angleterre, le score était de 44-21. Après 4 ans de construction afin de remplacer le Cotton Bowl, en tant que stade des Cowboys, il coûta 35 millions $ USD. À l'origine, le stade aurait dû être un stade couvert, mais la structure n'a pas pu supporter le poids du toit entier. Le linebacker des Cow-boys Dwight Douglas Lewis fit une citation célèbre en disant que le "trou" dans le toit du stade était là "afin que Dieu puisse regarder son équipe".
Le stade est un emplacement neutre pour les matches de football américain universitaire et il était autrefois le terrain de jeu des SMU Mustangs avant que la NCAA ait arrêté son programme de football américain en 1987-88 (SMU a depuis construit son propre stade dans son campus). En novembre et décembre, le Texas Stadium est un lieu important pour le championnat de football américain des lycées. Le stade a servi de terrain provisoire pour deux lycées du secteur de Dallas, Plano Senior High School en 1979 et Highland Park High School. Le Big 12 Conference championship game de 2001 a été tenu au stade, ainsi que le Pro Bowl de 1973. En plus du football, le stade a accueilli des concerts, des combats de catch (WCCW : World Class Championship Wrestling, fédération de l'État du Texas) dont la fameuse rencontre pour le titre NWA Worlds HeavyWeight entre le Champion Ric Flair et l'enfant du pays Kerry Von Erich; ainsi que des rassemblements religieux tels que Promise Keepers et les croisades de Billy Graham (la croisade de Graham était le premier événement tenu au Texas Stadium).
Depuis 35 ans d'existence, le Texas Stadium est toujours l'un des meilleurs stades de la NFL, et l'un des plus uniques dans la ligue. Après plusieurs années de jeu au Cotton Bowl, les Cowboys de Dallas ont voulu un nouveau stade dernier cri exclusivement pour eux. Après que des accords furent passés en permettant à un nouveau stade d'être construit, les premiers travaux ont commencé en 1967. Le stade a été baptisé du nom de son endroit, Texas Stadium. Les Cowboys de Dallas ont joué leur premier match au stade le 24 octobre 1971. Le Texas Stadium est partiellement couvert, un trou est au centre du toit qui permet à des fans de rester à l'abri. Plus de 65 595 sièges bleus dans deux rangées entourent le terrain. Deux tableaux vidéo de DiamondVision sont situés à l'intérieur du stade. Des drapeaux commémorant les cinq Super Bowls gagnés par les Cowboys sont accrochés au toit.
Le premier événement dans le Texas Stadium fut la visite de Billy Graham le 17 septembre 1971, et le premier événement sportif fut un match de football américain de la National Football League qui opposait les Cowboys de Dallas aux Patriots de la Nouvelle-Angleterre. Le record d'affluence dans le stade est de 71 132 spectateurs lors d'un concert de Carman le 22 octobre 1994.

### Un nouveau stade
À partir de la saison 2009, les Cowboys de Dallas jouèrent dans un nouveau stade de 80 000 places. Le Cowboys Stadium est situé à Arlington (Texas) et son coût de construction est estimé à plus de $1,1 milliard de dollars. Les travaux commencèrent en mai 2006 près du Rangers Ballpark in Arlington.
Les Cowboys ont perdu leur dernier match au Texas Stadium contre les Ravens de Baltimore, 33-24, le 20 décembre 2008.
Le 11 avril 2010, le Texas Stadium est démoli par implosion.

## Événements
- The Greater Southwest Billy Graham Crusade, 17 septembre 1971
- WCCW Parade of Champions, 24 juin 1972, puis le 26 mai 1984, 5 mai 1985, 4 mai 1986, 3 mai 1987 et le 8 mai 1988
- NFL Pro Bowl, 21 janvier 1973
- Concerts des Jacksons (Victory Tour), 13, 14 et 15 juillet 1984 devant 120. 000 spectateurs
- Concert de Madonna (Who's That Girl Tour), 26 juillet 1987
- Concerts de Pink Floyd (28 avril 1988 pour A Momentary Lapse of Reason Tour et 28-29 avril 1994 pour The Division Bell Tour (en))
- Concert de Carman, 22 octobre 1994
- Big 12 Conference Football Championship Game, 2001
- Concert de Linkin Park, 3 août 2003. Enregistré pour le CD/DVD Live in Texas

## Galerie

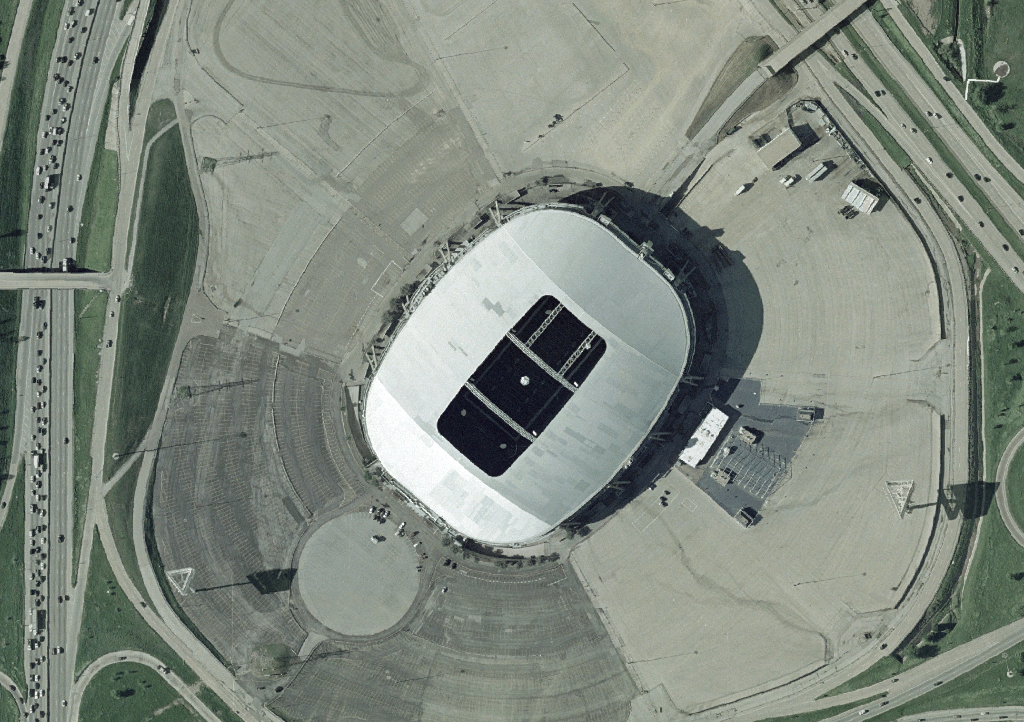
Image satellite
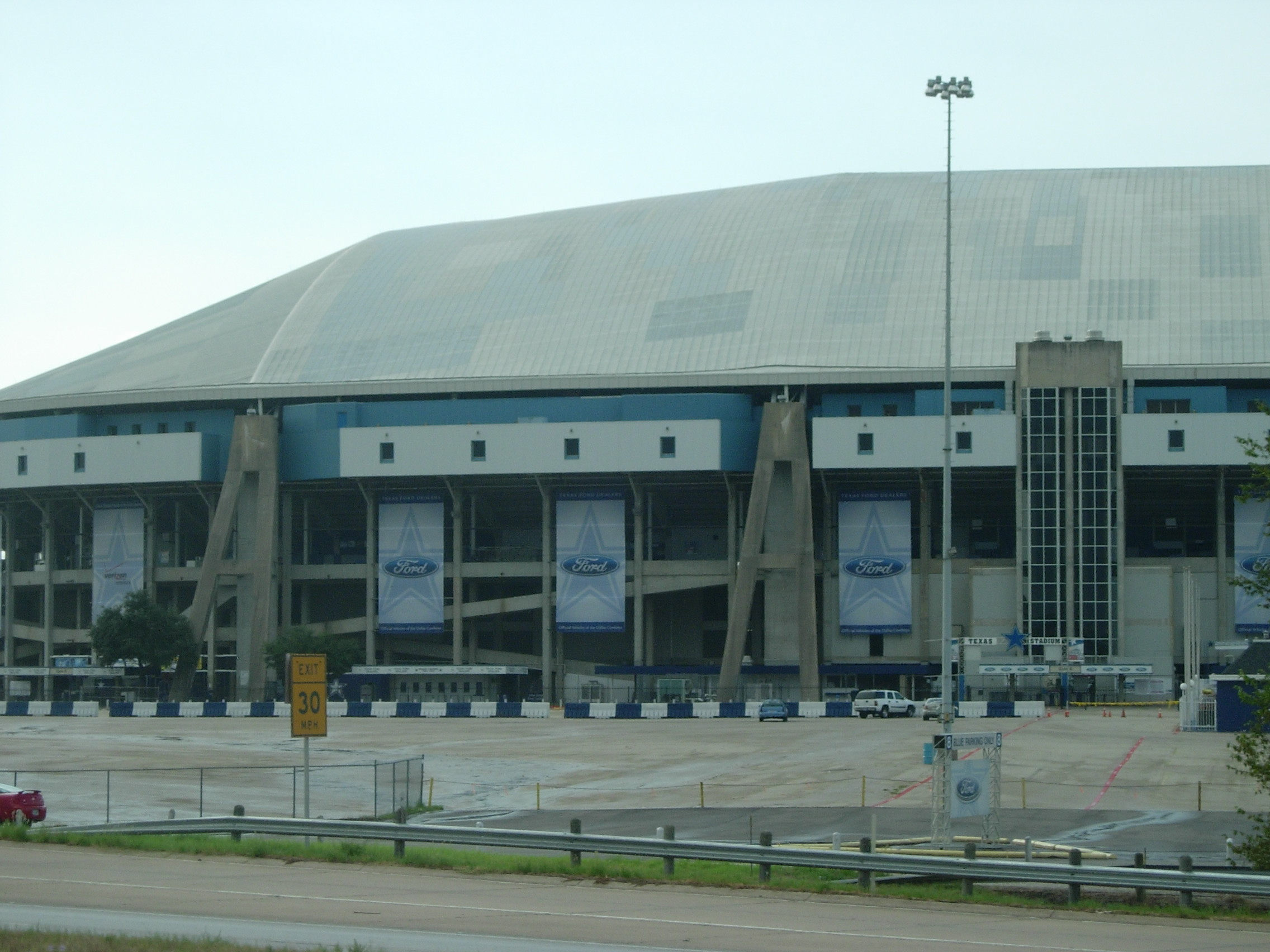
Stade des Cowboys
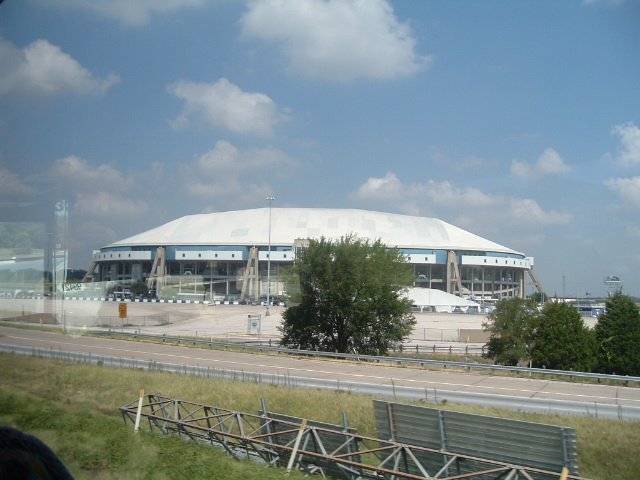
Vue extérieure
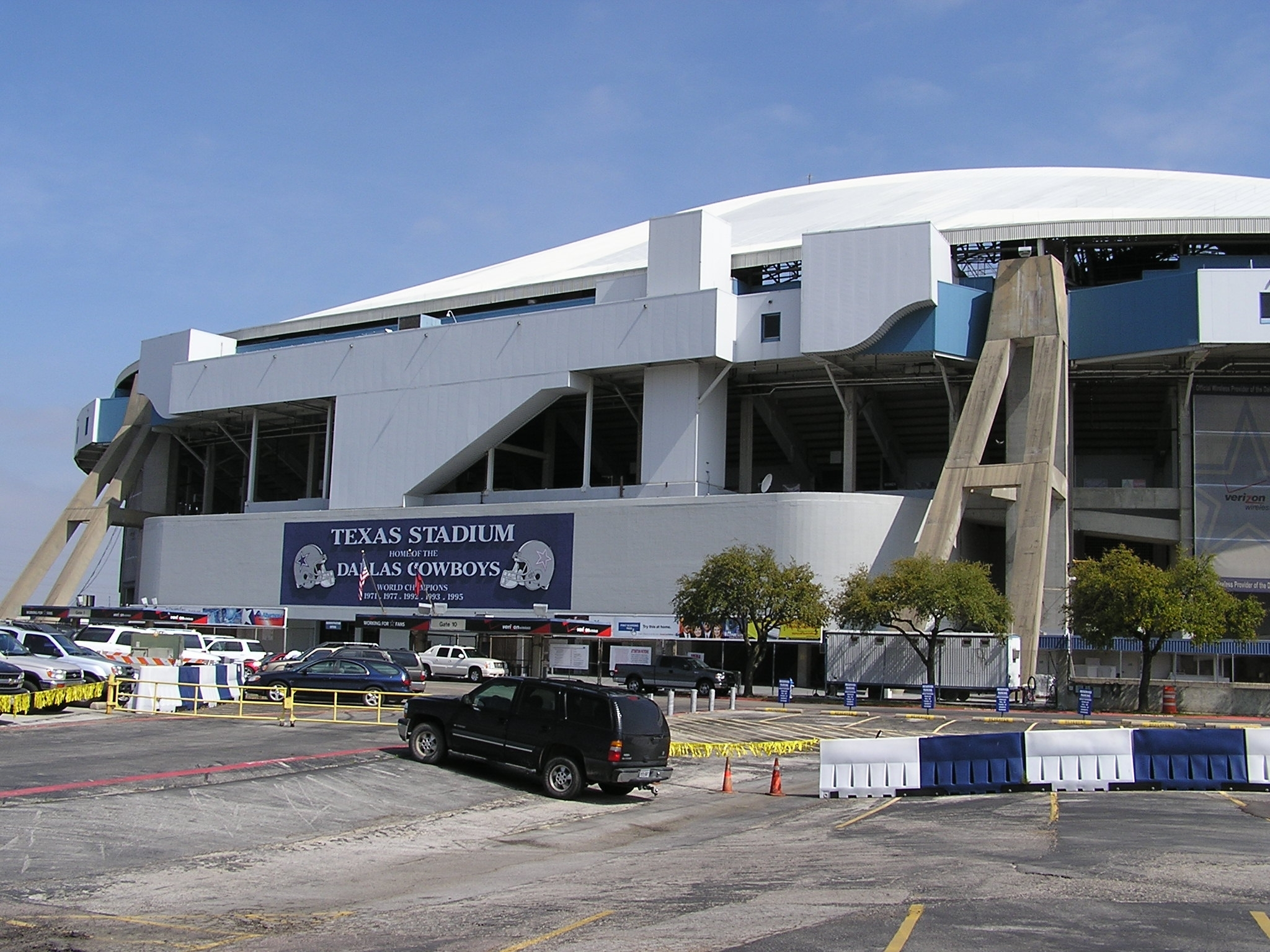
Façade
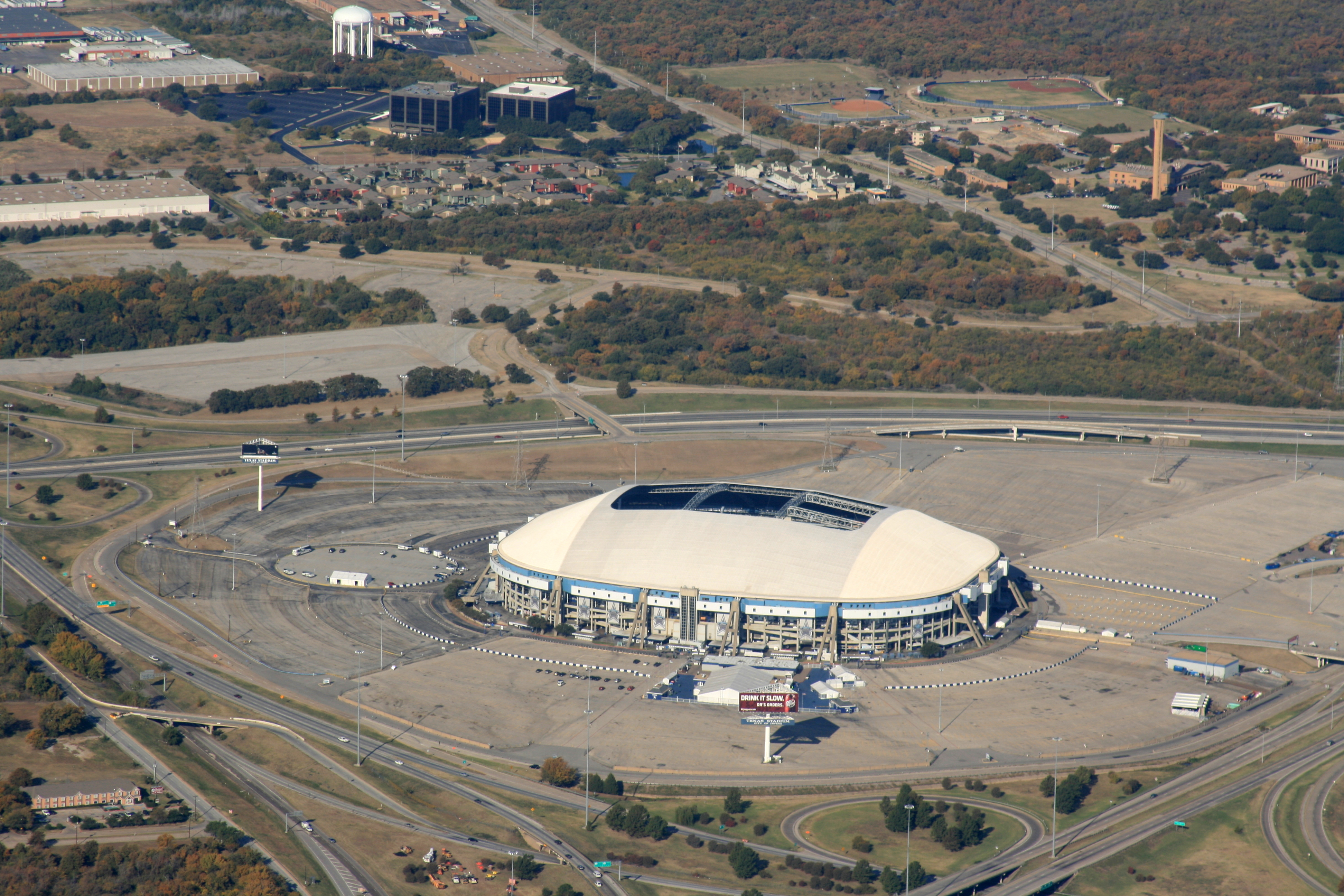
Vue aérienne
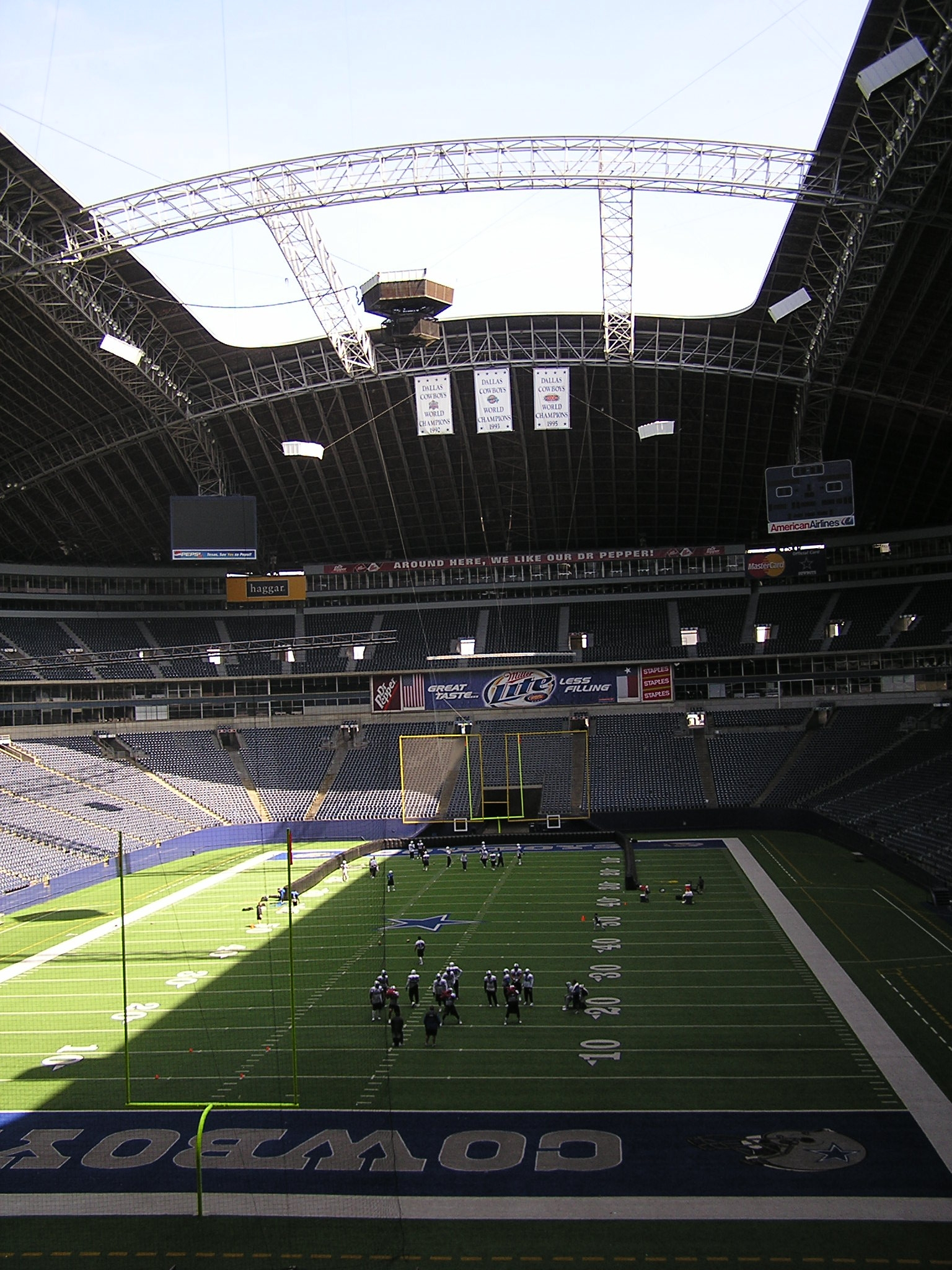
Enceinte du stade
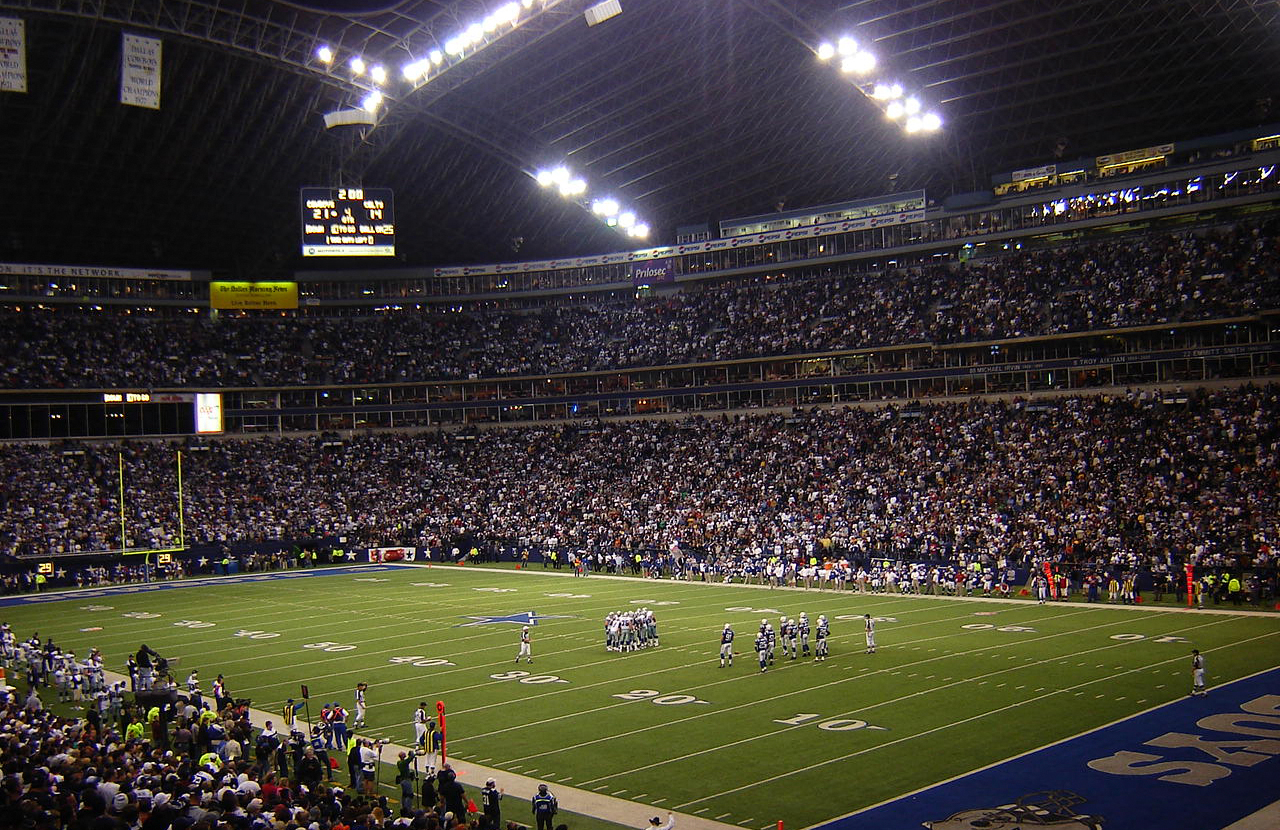
Lors d'un match
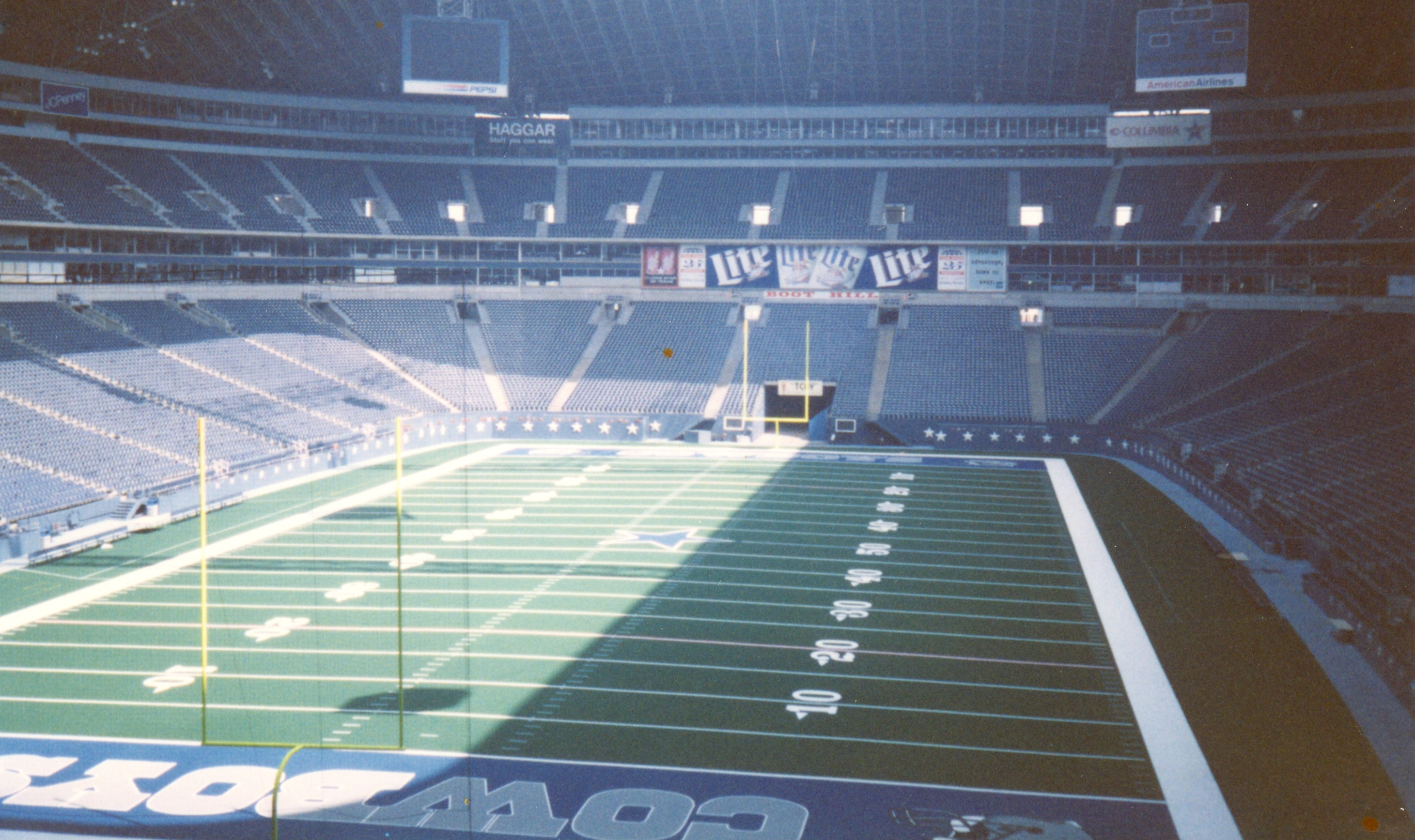
Vue intérieure